# 산고촌 (니가타현)
산고촌(三郷村)은 니가타현 나카쿠비키군에 있던 촌이다. 

## 역사
- 1889년 4월 1일 -정촌제 시행에 의해 인접한 촌의 구역을 확장하여 나카쿠비키군 산고촌이 성립하였다.
- 1955년 2월 1일 - 다카다시에 편입되어 소멸하였다.

## 참고문헌
- 『市町村名変遷辞典』東京堂出版、1990年。